# Stretto dei Tartari

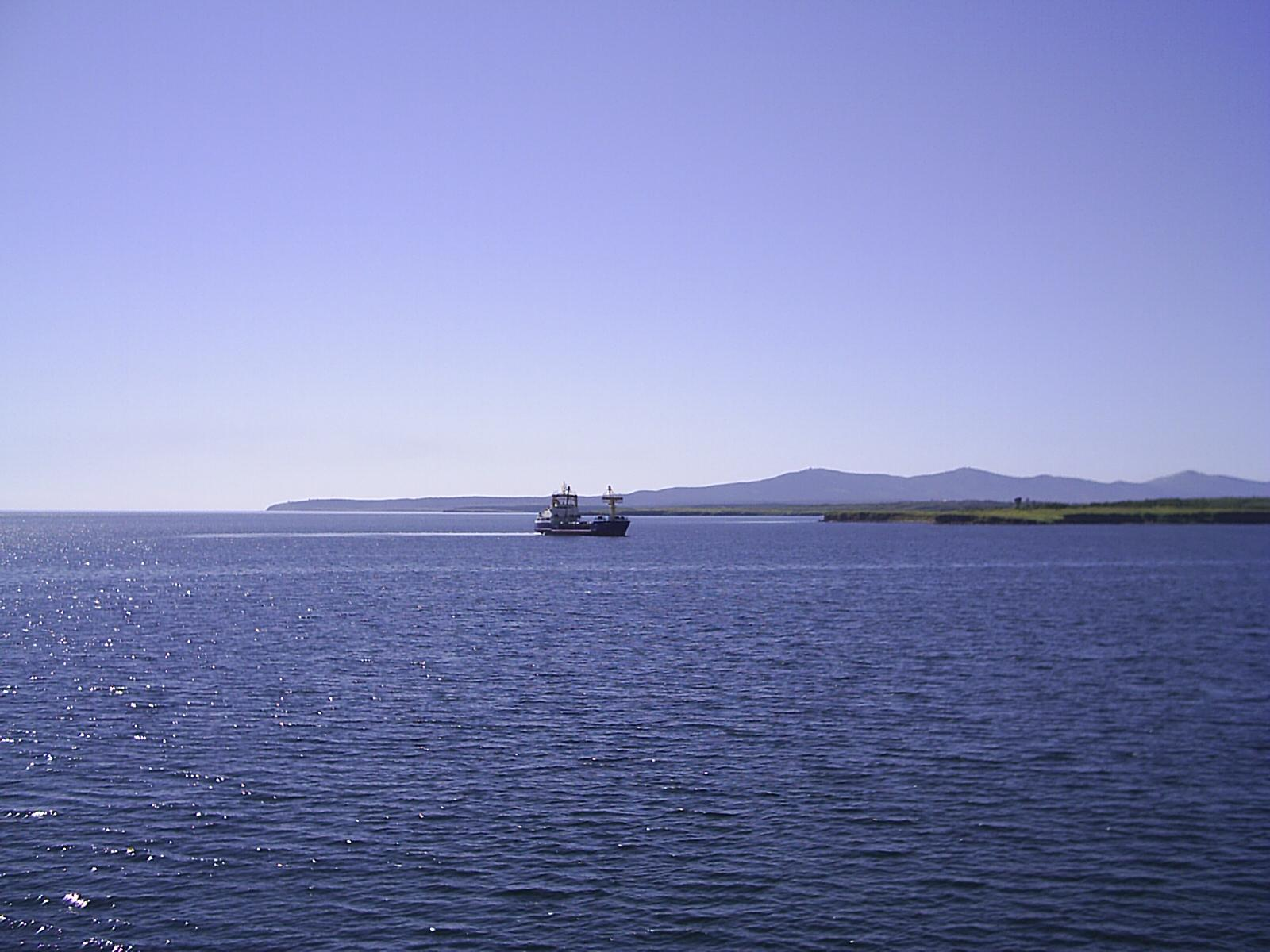
Lo stretto dei Tartari tra Vanino e Cholmsk.

Lo stretto dei Tartari (russo Татарский пролив, Tatarskij proliv; giapponese 間宮海峡; cinese 韃靼海峽) è un braccio di mare situato nell'Estremo Oriente russo; mette in comunicazione in mare di Ochotsk a nord con il mar del Giappone a sud, separando l'isola di Sachalin (ad oriente) dalla costa orientale russa (ad occidente).

## Geografia
Lo stretto, all'incirca compreso fra i paralleli 54°N e 47°N, si allunga in senso sud-nord per 633 km, la larghezza varia tra i 324 (dell'imboccatura meridionale) e i 40 km, ed è di 7,3 km del punto più stretto, chiamato stretto di Nevel'skoj, che lo collega al liman dell'Amur. La profondità è scarsa, in media circa 8 metri. Nella parte sud-orientale dello stretto si trova l'isola di Moneron. Sfocia sul lato continentale il fiume Tumnin.
La temperatura media delle sue acque non supera, in estate, i 10-12 °C; in inverno e primavera si osservano invece estesi congelamenti delle acque superficiali.
Vista la durezza del clima della zona, le sue coste sono poco popolate e non esistono grandi città; le maggiori sono Nikolaevsk-na-Amure e Sovetskaja Gavan' sul continente (territorio di Chabarovsk), Aleksandrovsk-Sachalinskij, Uglegorsk e Cholmsk sull'isola di Sachalin.